# Фёдоровка (Гулянский сельский совет)
Фёдоровка (укр. Федорівка) — село, относится к Подольскому району Одесской области Украины.
Население по переписи 2001 года составляло 44 человека. Почтовый индекс — 67950. Телефонный код — 4861. Занимает площадь 0,25 км². Код КОАТУУ — 5123183705.

## Местный совет
67950, Одесская область, Подольский р-н, с. Гулянка